# 奧克代爾 (紐約州)
奧克代爾（英語：Oakdale）是位於美國紐約州薩福克縣的普查規定居民點。

## 人口
根據2020年美國人口普查的數據，奧克代爾的面積為9.83平方千米，當中陸地面積為8.23平方千米，而水域面積為1.60平方千米。當地共有人口7430人，而人口密度為每平方千米755.85人。